# ژلزنوگورسک-ایلیمسکی
شهر ژلزنوگورسک-ایلیمسکی (به روسی: Железногорск-Илимский) در کشور روسیه و در اوبلاست ایرکوتسک واقع شده‌است.